# Винченцо Джоберти
Винченцо Джоберти (на италиански: Vincenzo Gioberti) е италиански свещеник, философ и политик и първият председател на Камарата на депутатите на Кралство Сардиния, една от основните фигури на италианското Възраждане.

## Биография
Роден е на 5 април 1801 година в Торино, Сардинско кралство. Получава своето образование при отците на ораторията „Св. Филип Черни“ (на латински: Confoederatio Oratorii Sancti Philippi Nerii), насочвайки се към свещеничество и ръкоположен за свещеник през 1825 г.
Първоначално води изолиран живот, но постепенно придобива по-голям интерес към делата на страната си, новите политически идеи, както и към публикации по актуални въпроси. Отчасти повлиян от Мацини, Джоберти си поставя за основна цел в живота си обединението на Италия под един режим – нейната еманципация, не само от чужди сили, но също и от чужди идеи, презрителни за лидерството – морално и гражданско на италианците. Този начин на мислене той го свързва с папското надмощие, макар повече в духовно отношение, отколкото в политическо.
Поради това бива избран от крал Карло Алберто Савойски, който го назначава за свой капелан. Неговата популярност и влияние сред обкръжението му обаче е достатъчно основание за кралската партия да го прати в изгнание, тъй като не е един от тях и съответно, не може да му се разчита. Знаейки това, той подава оставка от поста си през 1833 г., но е внезапно арестуван по обвинения в конспирация и след четири месеца затвор е изгонен от Савойското кралство без съдебен процес.
Джоберти първоначално отива в Париж, а година по-късно в Брюксел, където остава до 1845 г., занимавайки се с преподаване на философия и помагайки на приятел в ръководството на частно училище. Въпреки това, той намира време да пише много произведения на философска тематика със специално внимание към страната си.
След като е обявена амнистия от Карло Алберто през 1846 г., Винченцо Джоберти (който се връща в Париж) е свободен да се върне в Италия, но отказва да го направи до края на 1847 година. При завръщането си в Торино на 29 април 1848 г., е посрещнат с голям ентусиазъм. Отказва длъжността сенатор, предложена му от Карло Алберто, предпочитайки да представя родния си град в Камарата на депутатите, ставайки скоро неин президент. През октомври същата година, в Торино дава главните насоки за работата на конгреса на „Националната общност за италианската конфедерация“, която той сам създава.
Правителството пада на 16 декември 1848 година. Кралят назначава Джоберти за нов министър-председател. Неговото правителство обаче трае по-малко от два месеца – до 21 февруари 1849 г. С изкачването на престола на Виктор Емануил II на следващия месец, политическият му живот приключва. За кратък период от време, получава място в новия кабинет, макар и без портфейл. Той отказва пенсията, която му е предложена, както и всякакви църковни звания. Живее в бедност и прекарва остатъка от дните си в Брюксел, където се мести, отдавайки се на литературознанието.
Умира внезапно от инсулт на 26 октомври 1852 година в Париж на 51-годишна възраст.